# برشوغیر
برشوغیر (به قزاقی: Birshoghyr) یک روستا در قزاقستان است که در شهرستان شالقار واقع شده‌است. برشوغیر ۳۹۶ متر بالاتر از سطح دریا واقع شده‌است.